# دبليو دبليو إف سماك داون! جاست برينغ إت
دبليو دبليو إف سماك داون! جاست برينغ إت (بالإنجليزية: WWF SmackDown! Just Bring It)‏ ، يسمى في اليابان (Exciting Pro Wrestling 3) ، هي لعبة فيديو إلكترونية من نوع رياضة مصارعة الحرة المرخصة من اتحاد المصارعة الحرة العالمية دبليو دبليو إف (WWF) والمسمى حالياً:المصارعة الحرة الترفيهية دبليو دبليو إي (WWE) ، صدرت في الأسواق سنة 2001م وتعمل حصراً لنظام بلاي ستيشن 2.